# Quodvultdeus

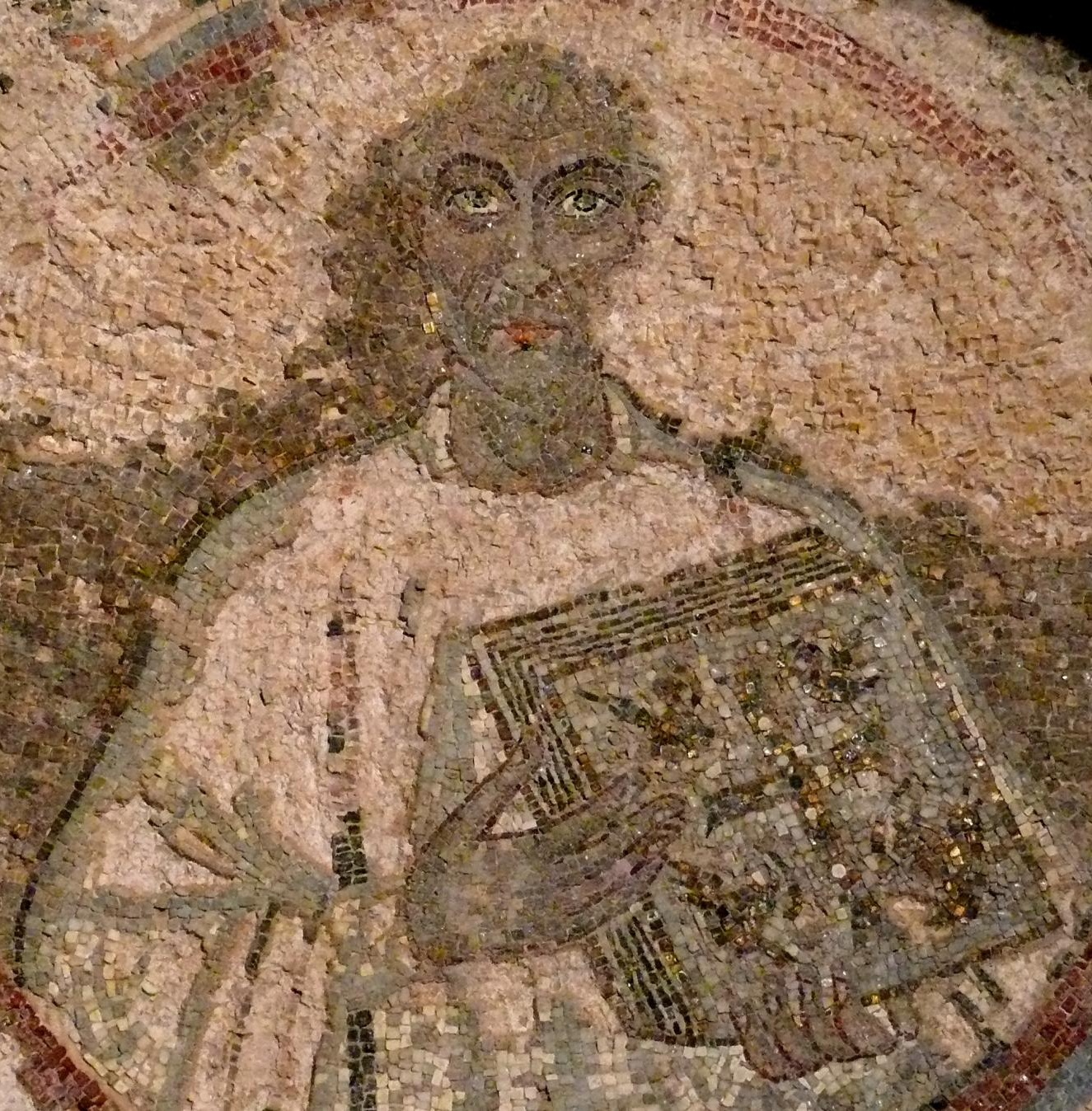
Arkosolmosaik in den Catacombe di San Gennaro in Neapel, das möglicherweise Quodvultdeus zeigt

Quodvultdeus (lateinisch „Was Gott will“) (* Ende 4. Jahrhundert in Karthago; † vor 24. Oktober 454 in Neapel) war Bischof von Karthago zur Zeit der vandalischen Eroberung Nordafrikas und Kirchenvater.
Er wird um 407/408 in Karthago belegt, um 421 als Diakon. Der Kirchenvater Augustinus von Hippo wurde von ihm zur Schrift „De haeresibus“ angeregt, die er Quodvultdeus widmete. Ab 431 war er Bischof von Karthago, bis er 439 durch den Vandalenkönig Geiserich aus der Stadt vertrieben wurde. Er landete in Kampanien, beteiligte sich am Kampf gegen den Pelagianismus und starb vor dem 24. Oktober 454 in Neapel. Umberto Fasola interpretiert ein Arkosolmosaik in den Catacombe di San Gennaro, einer Katakombenanlage in Neapel, als sein Bildnis.
Die tunesische Kirche feiert sein Gedenken am 8. Januar, die Kirche von Neapel am 19. Februar und im „Römischen Generalkalender“ ist sein Gedenktag am 26. Oktober verzeichnet.
Er kritisierte scharf die Christen, die sich für Circus und Theater begeisterten, und stellte ihnen die Beispiele der Heiligen und Märtyrer sowie gute Werke entgegen. Die Verheerungen durch die Vandalenzüge in Nordafrika sah er als Strafe Gottes an.
Seine Werke wurden lange Zeit Augustinus und Prosper Tiro von Aquitanien zugeordnet. Erst in neuerer Zeit wurden ihm folgende Predigten zugewiesen, die bislang als Werke des Augustinus galten:
- De symbolo
- De tempore barbarico
- De accedentibus ad gratiam
- Adversus quinque haeresies
- De cataclismo
- De ultima quarta feria
- De cantico novo
- Contra iudaeos

Auch „De promissionibus et praedictionibus Dei“ ist wohl nicht Prosper von Aquitanien, sondern Quodvultdeus zuzuweisen.

## Ausgaben
- René Braun: Quodvultdeus, Livre des promesses et des prédictions de Dieu (= Sources Chrétiennes. Band 101/102). 2 Teilbände, Éditions du Cerf, Paris 1964.
- René Braun: Opera Quodvultdeo Carthagiensi Episcopo Tributa (= Corpus Christianorum. Series latina. Band 60). Brepols, Turnhout 1976.